# Warwick Tucker
Warwick Tucker (ur. w 1970 w Sydney) – australijski matematyk, od 2020 profesor Uniwersytetu Monasha. W pracy naukowej zajmuje się układami dynamicznymi i teorią chaosu. W swoich badaniach wykorzystuje m.in. dowody wspierane komputerowo.

## Życiorys
W 1998 uzyskał stopień doktora na Uniwersytecie w Uppsali, promotorem doktoratu był Lennart Carleson. Przez większość zawodowego życia był związany tą uczelnią, w 2020 przeniósł się na Uniwersytet Monasha.
Swoje prace publikował m.in. w „International Journal of Bifurcation and Chaos in Applied Sciences and Engineering”, „Journal of Differential Equations” i „Publications mathématiques de l'IHÉS".
Laureat Nagrody EMS z 2004 roku, w 2019 roku wygłosił wykład sekcyjny na konferencji Dynamics, Equations and Applications (DEA 2019). 